# V.V.I.P. Kiel
Die V.V.I.P. Kiel GmbH (Vereinte Versorgung, Infrastruktur und Planung, Aufgabenträgergesellschaft ÖPNV Kiel) bestand seit dem 5. September 2003 und war seit Ende 2006 eine 100%ige Tochter der Landeshauptstadt Kiel. Sie hielt als Holding bedeutende Anteile an der Kieler Verkehrsgesellschaft mbH (KVG), der Schlepp- und Fährgesellschaft Kiel mbH (SFK), der Müllverbrennung Kiel GmbH & Co. KG (MVK) sowie an den Stadtwerken Kiel. Zu ihren wesentlichen Aufgaben gehört es, die ÖPNV-Leistungen zu bestellen, zu finanzieren und zugleich die Qualität des ÖPNV in Kiel zu sichern. Am 15. November 2007 wurde die V.V.I.P. aufgelöst. Die Mitarbeiter und Aufgaben wurden in den Eigenbetrieb Beteiligungen der Landeshauptstadt Kiel (EBK) integriert. Dieser hält seitdem auch die Beteiligungen der ehemaligen V.V.I.P.
Vorläufer des Unternehmens waren die V.I.P. Kiel GmbH und die VVK (Versorgung und Verkehr Kiel GmbH), wobei letztere auf Beschluss der Ratsversammlung von der Landeshauptstadt auf erstere übertragen und dann auf die Muttergesellschaft verschmolzen wurde. 